# Villa Engelmann (Halle (Saale))

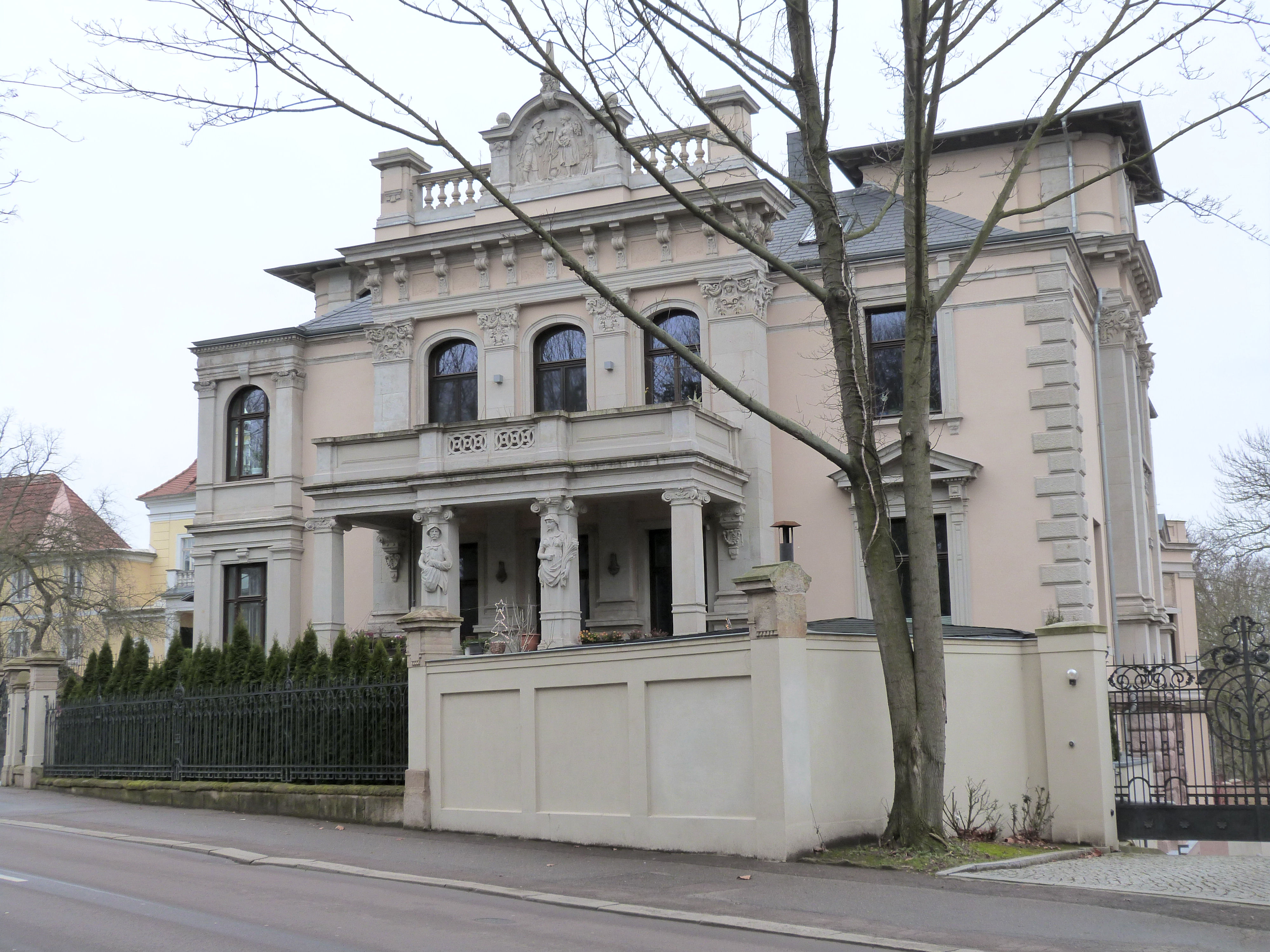
Ansicht von Osten, 2018

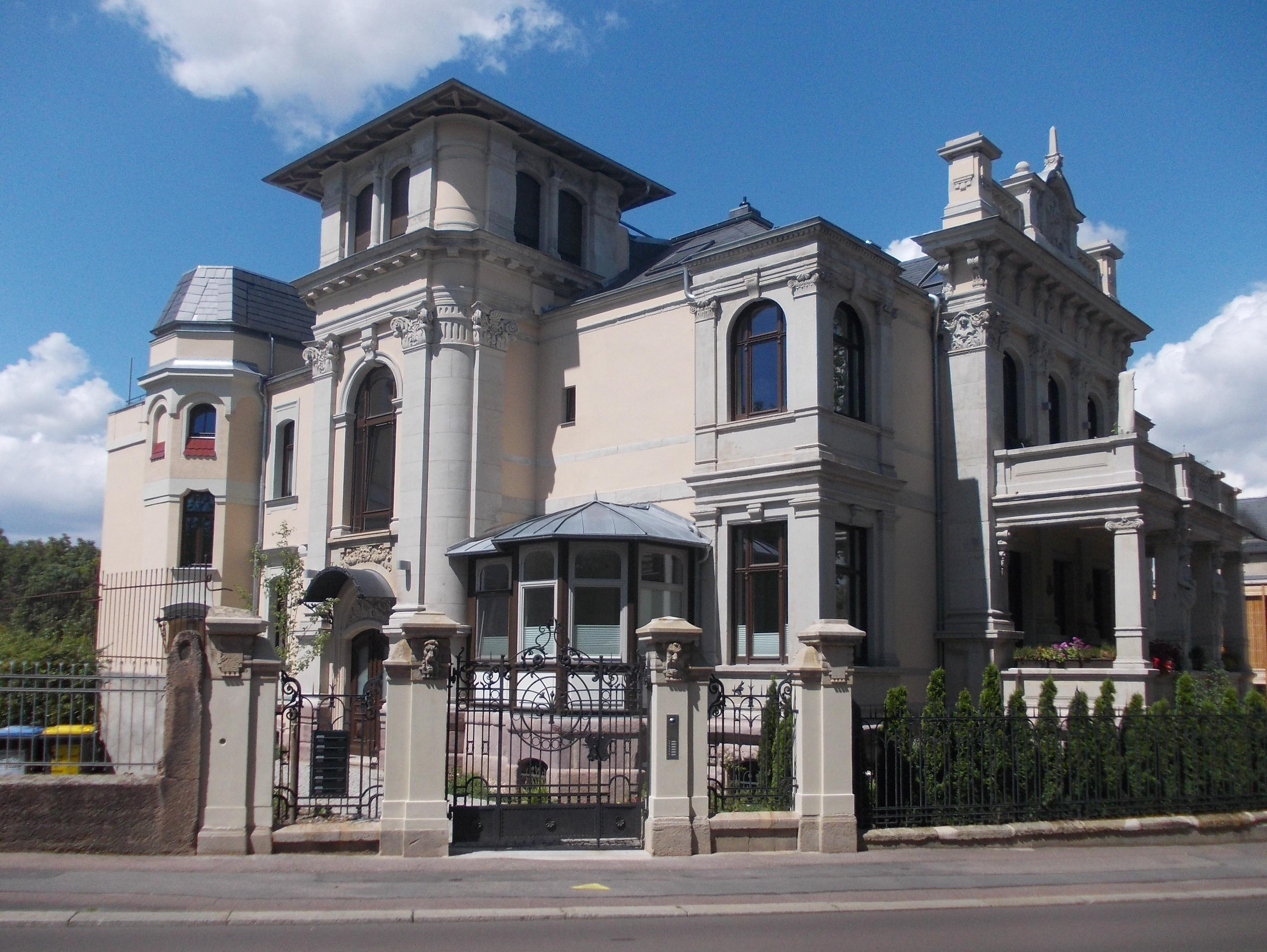
Ansicht von Südosten, 2015

Die Villa Engelmann in Halle (Saale), Neuwerk 6, ist ein im Jahr 1906 im Stil des Neobarock erbautes großbürgerliches Wohnhaus. Im Denkmalverzeichnis der Stadt Halle ist die Villa unter der Erfassungsnummer 094 04891 verzeichnet.

## Lage
Die Villa liegt im Stadtviertel Nördliche Innenstadt auf einem Hügel über dem Mühlgraben. Bis zum Jahr 1914 trug die Villa die Adresse Am Kirchtor 5a, da die Anlage der Ringstraße Neuwerk noch in Planung war. Der landschaftlich reizvolle Straßenzug mit Alleencharakter und in Hanglage, benannt nach dem mittelalterlichen Kloster Neuwerk, ist heute vorrangig von bis zum Ende der 1920er Jahre erbauten Villen und Wohnhäusern herrschaftlichen Anspruchs geprägt.

## Baugeschichte und -beschreibung
Bauherr der Villa war der Rittergutsbesitzer und Rentier Alwin Engelmann, der von seinen Einkünften aus Kapitalanlagen und der Verpachtung von Grundstücken lebte. Als Architekt gewann er Hermann Pfeiffer, der bisher einige repräsentative Wohnhäuser errichtet hatte. Auffällig ist, dass Engelmann sich zu einer Zeit, als bereits der Jugendstil und Vorläufer des Neuen Bauens die zukünftige Richtung vorgaben, ein prachtvolles neubarockes Anwesen errichten ließ. Vermutlich beabsichtigte Engelmann damit, sich als Bürgerlicher in die Tradition des Adels zu stellen, um soziale Anerkennung und Aufmerksamkeit zu erlangen.
Hermann Pfeiffer schuf einen repräsentativen zweigeschossigen Putzbau in der Formensprache barocker Lustschlösser, der in der halleschen Villenarchitektur hervorsticht. Der sich auf einem massiven Porphyrsockel erhebende Bau wird vor allem durch seine Erker, Risalite, den Altan mit Pfeilern und Pilastern wie auch dem reichen Stuckdekor geprägt. Das Wappenfeld in der Attika stellt eine ländliche Szene dar und soll vermutlich den Rang des Bauherrn als Rittergutsbesitzer verdeutlichen. Ein großer Park und die original erhaltene schmiedeeiserne Einfriedung vervollständigen das Ensemble.

## Weitere Nutzung
Alwin Engelmann verstarb vermutlich im Jahr 1913. Ab dem Jahr 1914 war seine Witwe F. Engelmann, Rentiere, Eigentümerin der Villa. 1926 bewohnten die Villa sieben Mietparteien, die Witwe hatte ihren Wohnsitz in Flensburg. Bis 1943 ist sie in den nicht vollständig vorliegenden Adressbüchern als Eigentümerin eingetragen. Im zuletzt erschienenen Adressbuch für das Jahr 1950 erscheinen „Engelmanns Erben“ als Hauseigentümer. 12 Mietparteien bewohnten zu dieser Zeit das Haus.
2008 scheiterte der Versuch eines Ankaufs der inzwischen unbewohnten Villa durch die Kunsthochschule, die auf dem benachbarten Grundstück der Villa Steckner ihren Sitz hat und hier ihre Hochschulbibliothek ansiedeln wollte. Im Jahr 2014 wurde sie schließlich von einem privaten Investor zu Wohnzwecken saniert.